# Franz Rauscher (Staatssekretär)
Franz Rauscher (* 30. Juli 1900 in Wien; † 11. März 1988 ebenda) war ein österreichischer Politiker (SPÖ).

## Leben
Franz Rauschers Vater war Eisenbahner von Beruf, weshalb Rauscher junior ebenfalls nach dem Besuch der Volks- und Bürgerschule sowie dem Abschluss an der Hochschule für Welthandel den Beruf des Mechanikers erlernte. 1919 kam er als Angestellter zur Eisenbahn, und arbeitete so am Wiener Westbahnhof. Schon früh engagierte sich Rauscher in der sozialistischen Bewegung, war in der Gewerkschaft tätig und gründete 1926 zusammen mit Rosa Jochmann die Arbeiterhochschule in Wien. Die beiden waren privat einige Jahre ein Paar.
Ende der 1920er Jahre war Rauscher einer der Organisatoren des Republikanischen Schutzbundes in Niederösterreich. Als Anfang der 1930er Jahre die Sozialdemokratie verboten wurde, ging Rauscher in den Untergrund. Doch im Oktober 1934 wurde er im Laufe des Österreichischen Bürgerkrieges verhaftet. Im danach stattfindenden Sozialistenprozess vom März 1936, in welchem auch der spätere Bundeskanzler Bruno Kreisky angeklagt war, wurde Rauscher zu einer Freiheitsstrafe von 10 Monaten verurteilt. Die Strafe verbüßte Rauscher ab April 1935 im Anhaltelager Wöllersdorf.
Nur einen Tag nach dem Anschluss Österreichs wurde Rauscher im März 1938 erneut verhaftet, doch schon nach einer Woche freigelassen. Er fand danach Arbeit als Hilfsarbeiter bei der Firma Schoeller-Bleckmann Stahlwerke. 1939 wurde Rauscher erneut von der Geheimen Staatspolizei verhaftet. Er wurde danach ins KZ Buchenwald gebracht. Im Lauf des Kriegs wurde Rauscher von Buchenwald ins KZ Majdanek nach Polen deportiert, wo er 1945 von der Roten Armee befreit wurde.
Nach dem Krieg zählte Rauscher nicht nur zu den Gründungsmitgliedern der SPÖ, sondern machte sich auch für den Wiederaufbau Österreichs stark. So wurde er im September 1945 Unterstaatssekretär im Staatsamt für Sicherung, Verwaltung, Planung und Verwendung öffentlichen Vermögens. Nach drei Monaten schied er im Dezember 1945 aus dieser Funktion aus, um für die SPÖ ein Mandat im Nationalrat anzunehmen. Von März 1946 bis Januar 1947 bekleidete Rauscher das Amt des Staatssekretärs im Bundesministerium für Vermögenssicherung und Wirtschaftsplanung, dem heutigen Wirtschaftsministerium. Im November 1949 schied er nach knapp vier Jahren als Nationalratsabgeordneter aus dem österreichischen Parlament aus. Er wurde am Baumgartner Friedhof bestattet.